# Biserica de lemn din Muncel, Sălaj

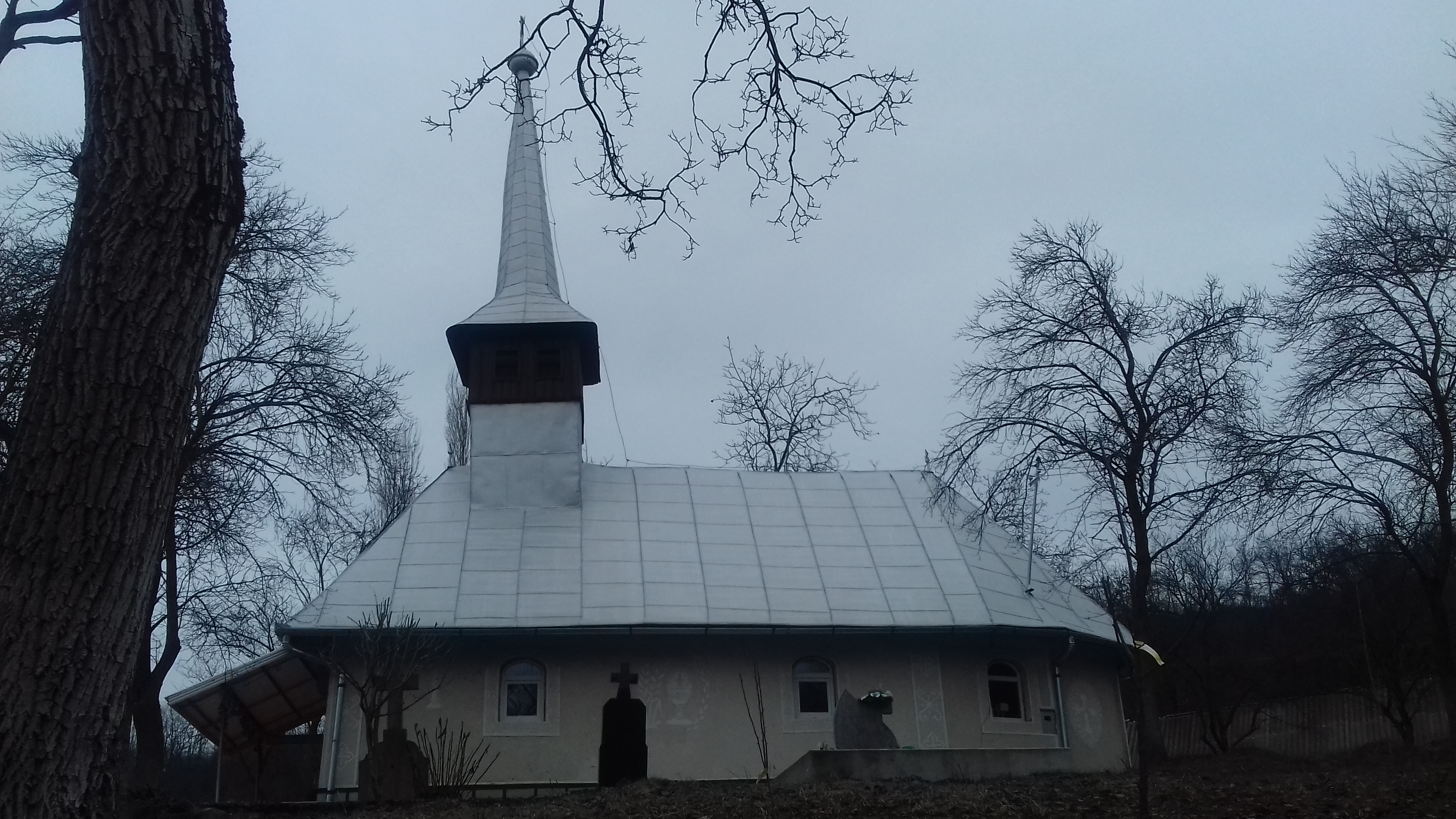
Biserica de lemn din Muncel

Biserica de lemn din Muncel se află în localitatea omonimă din județul Sălaj și datează de la începutul secolului al XVIII-lea.  Biserica se află pe noua listă a monumentelor istorice sub codul LMI:  SJ-II-m-B-05084.